# Letiště Ammán
Queen Alia International Airport (arabsky مطار الملكة علياء الدولي‎, IATA: AMM, ICAO: OJAI) je jordánské hlavní a největší letiště. Leží asi 30 km jižně od hlavního města Ammán. Jméno nese po královně Alie, třetí manželce krále Husajna, která zemřela roku 1977 během havárie vrtulníku. Sídlí zde jordánský národní letecký dopravce Royal Jordanian Airlines a letiště také slouží jako hlavní letecký uzel pro společnosti Jordan Aviation, Royal Falcon and Royal Wings (2018).
Bylo otevřeno 25. května 1983, jelikož starší letiště Ammán-Marka, otevřené v roce 1950, překročilo své kapacitní limity. V současnosti se zde odbaví asi čtyři miliony cestujících a přibližně 45 500 pohybů letadel. Letiště má dvě paralelní dráhy (08R 26L a 08L/26R) o délce 3600 m. Více než polovina ze čtyř milionů cestujících letí do a z Ammánu s Royal Jordanian Airlines.